# Kamloops—Cariboo
Pour les articles homonymes, voir Kamloops (homonymie) et Cariboo (homonymie).
Circonscription électorale fédérale du Canada
Kamloops—Cariboo est une ancienne circonscription électorale fédérale de la Colombie-Britannique, représentée de 1968 à 1979.
La circonscription de Kamloops—Cariboo est créée en 1966 avec des parties de Cariboo et de Kamloops. Abolie en 1976, elle est redistribuée parmi Cariboo—Chilcotin, Kamloops—Shuswap, Okanagan-Nord, Okanagan—Similkameen et Prince George—Bulkley Valley.

## Député
| Législature | Années                                                           | Député                                                           | Député                                                           | Parti                                                            |
| Kamloops—Cariboo Circonscription issue de Cariboo et de Kamloops                                                                            | Kamloops—Cariboo Circonscription issue de Cariboo et de Kamloops | Kamloops—Cariboo Circonscription issue de Cariboo et de Kamloops | Kamloops—Cariboo Circonscription issue de Cariboo et de Kamloops | Kamloops—Cariboo Circonscription issue de Cariboo et de Kamloops |
| --- | ---------------------------------------------------------------- | ---------------------------------------------------------------- | ---------------------------------------------------------------- | ---------------------------------------------------------------- |
| 28e | 1968–1972                                                        |                                                                  | Leonard Marchand                                                 | Libéral                                                          |
| 29e | 1972–1974                                                        |                                                                  | Leonard Marchand                                                 | Libéral                                                          |
| 30e | 1974–1979                                                        |                                                                  | Leonard Marchand                                                 | Libéral                                                          |
| Circonscription redistribuée parmi Cariboo—Chilcotin, Kamloops—Shuswap, Okanagan-Nord, Okanagan—Similkameen et Prince George—Bulkley Valley |                                                                  |                                                                  |                                                                  |                                                                  |